# Triangolo Lariano
Le Triangolo Lariano (ou péninsule de Lariana) est une zone géographique située en Lombardie (Italie) dans la province de Côme. Il comprend la partie terrestre située entre les deux bras du lac de Côme et est occupé par des chaînes de montagnes préalpines, qui culminent au Monte San Primo (1 682 m). Il est représenté par une institution territoriale intermédiaire appelée Comunità montana del Triangolo Lariano, dont le siège se situe à Canzo.

## Géographie

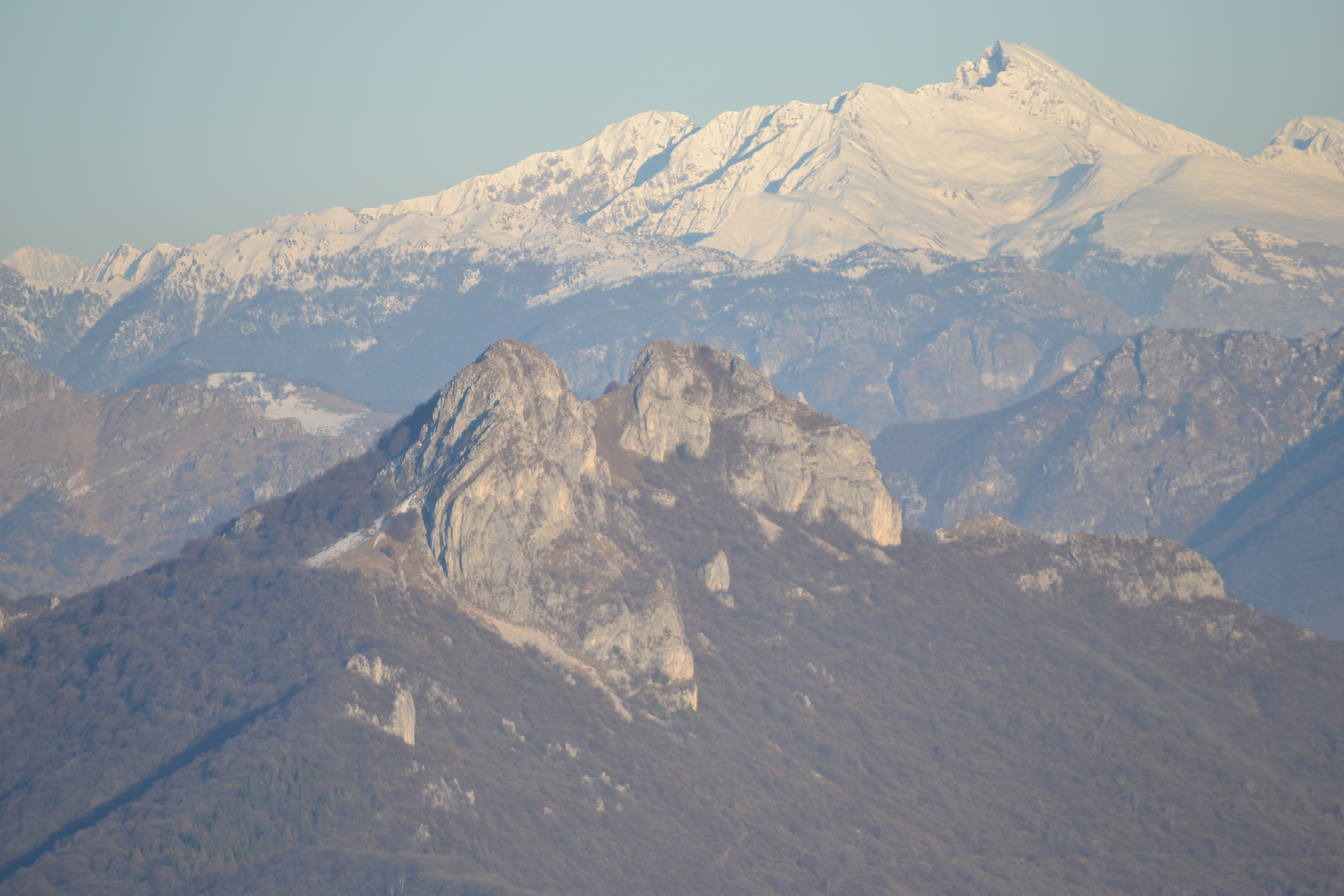
Corni di Canzo au premier plan, avec Pizzo dei Tre Signori en arrière-plan.

Carte topographique du Triangolo Lariano

Il existe trois grands lacs en Italie qui atteignent une profondeur de plus de 300 m et couvrent une superficie de plusieurs centaines de kilomètres carrés. Ils sont alignés ouest-est, puisqu'ils se situent tous dans la zone pré-alpine de la Lombardie. Le plus à l'ouest est le lac Majeur, qui marque la frontière avec la région du Piémont ; le plus à l'est est le lac de Garde, qui marque la frontière avec la région de la Vénétie ; le lac central est le lac de Côme.
Il se distingue par sa forme caractéristique, semblable à un « Y » à l'envers ou à la lettre grecque « λ ». Le triangle délimité par les deux branches diagonales du lac est nommé en italien Triangolo Lariano. Cette phrase est composée du nom triangolo (triangle) et de l'adjectif lariano, qui signifie «lié au larius», nom latin du lac de Côme.
Il s'agit d'une péninsule - dont l'extrémité se trouve au village de Bellagio -, mais elle peut être considérée comme une véritable île, car le troisième côté du triangle (non occupé par le lac de Côme) est parsemé de sept lacs plus petits. La ville touristique de Canzo se situe au centre du Triangolo Lariano et est le chef-lieu de la Comunità montana del Triangolo Lariano (littéralement «communauté de montagne du Triangolo Lariano»), institution territoriale qui regroupe les 31 communes de la péninsule, d'environ 71 000 habitants.

## Histoire
Au cours du Moyen Âge, le territoire de Triangolo Lariano était divisé en quatre institutions principales, dont trois faisant partie de l'État de Milan ; l'autre était sous l'autorité de la commune de Côme : 
- piève d'Asso (vallée de la Valassina) de l'archidiocèse de Milan puis du duché de Milan.
- Curtis Casalensis, une ligue de communes libres dont Canzo est le chef-lieu, qui relève également de la juridiction du duché de Milan .
- Une partie de l'ancien piéve d'Incino (Erba), duché de Milan.
- Les communes qui étaient sous la domination de Côme (Bellagio même et les villages de la côte ouest du lac)[4].

## Lacs et montagnes
Le «triangle» a une altitude comprise entre 320 m et 1 682 m. Les montagnes les plus célèbres sont : 
- Corni di Canzo (1 372 m) et le mont Cornizzolo (1 241 m), tous deux situés à Canzo, séparés par le mont Raj (1 261 m), également situé à Canzo, en tant que destination touristique en raison de la variété et l'attractivité du paysage[6] ;
- Mont San Primo (1 682 m) et mont Palanzone (1 436 m) pour leur altitude ;
- Le mont Bollettone (1 317 m) est également souvent visité pour sa proximité avec Côme[7].

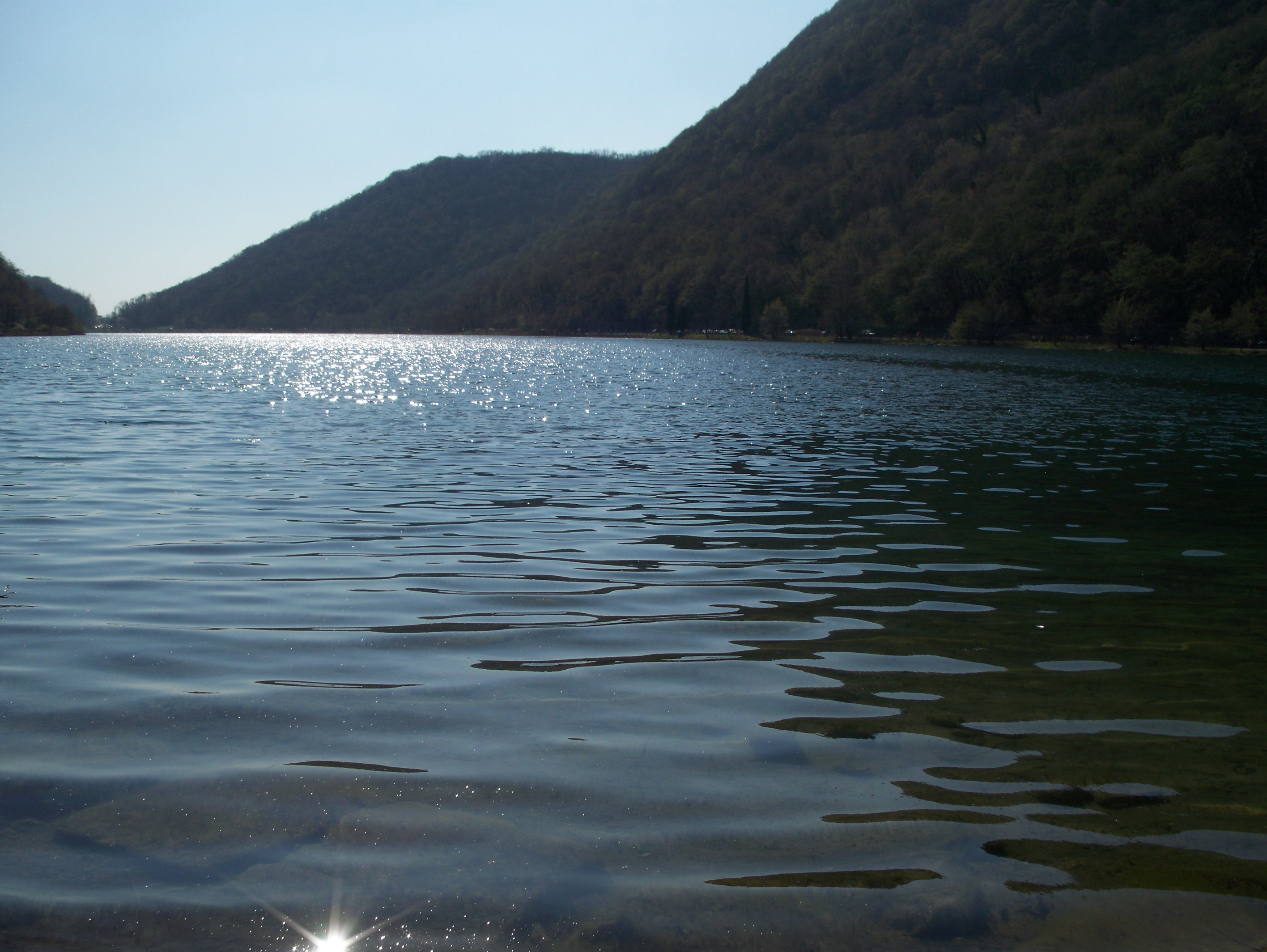
Le petit lac de Segrino.

Les sept petits lacs formant la frontière sud de la région sont : le lac de Pusiano, le lac d'Annone (divisé en lac d'Annone strictement dit et lac d'Oggiono), le lac de Garlate, le lac d'Alserio, le lac de Montorfano et le lac de Segrino - situé à la frontière sud de Canzo -, un petit lac glaciaire célébré par plusieurs auteurs et poètes.
Triangolo Lariano est également le nom d'une zone de protection spéciale (593 hectares) protégée par la législation européenne, située dans les Corni di Canzo. Sa protection concerne 84 espèces d’oiseaux rares (y compris la bondrée apivore, le faucon pèlerin, la perdrix, le bubo, le caprimulgidae, le pipit rousseline, la pie grièche écorcheur et le bruant ortolan), les habitats, tels que les pelouses sèches et les fruticée - avec une floraison importante d'orchidées -, et les forêts de hêtres d'Europe. À l’intérieur se trouve une autre réserve naturelle, le site d’importance communautaire «Sasso Malascarpa» (328 hectares), avec 52 espèces protégées, parmi lesquelles le grand rhinolophe fer à cheval et divers types de pie-grièche - les pie-grièche écossaise et les rares écrevisses à pattes blanches. Un habitat particulier de la réserve est constitué par les sources avec formation de travertin. L’alternance de bois, de prés-pâturages et de formations rocheuses dans les montagnes de Canzo rend le paysage particulièrement apprécié par les touristes.